# Eagle Mountain (Minnesota)

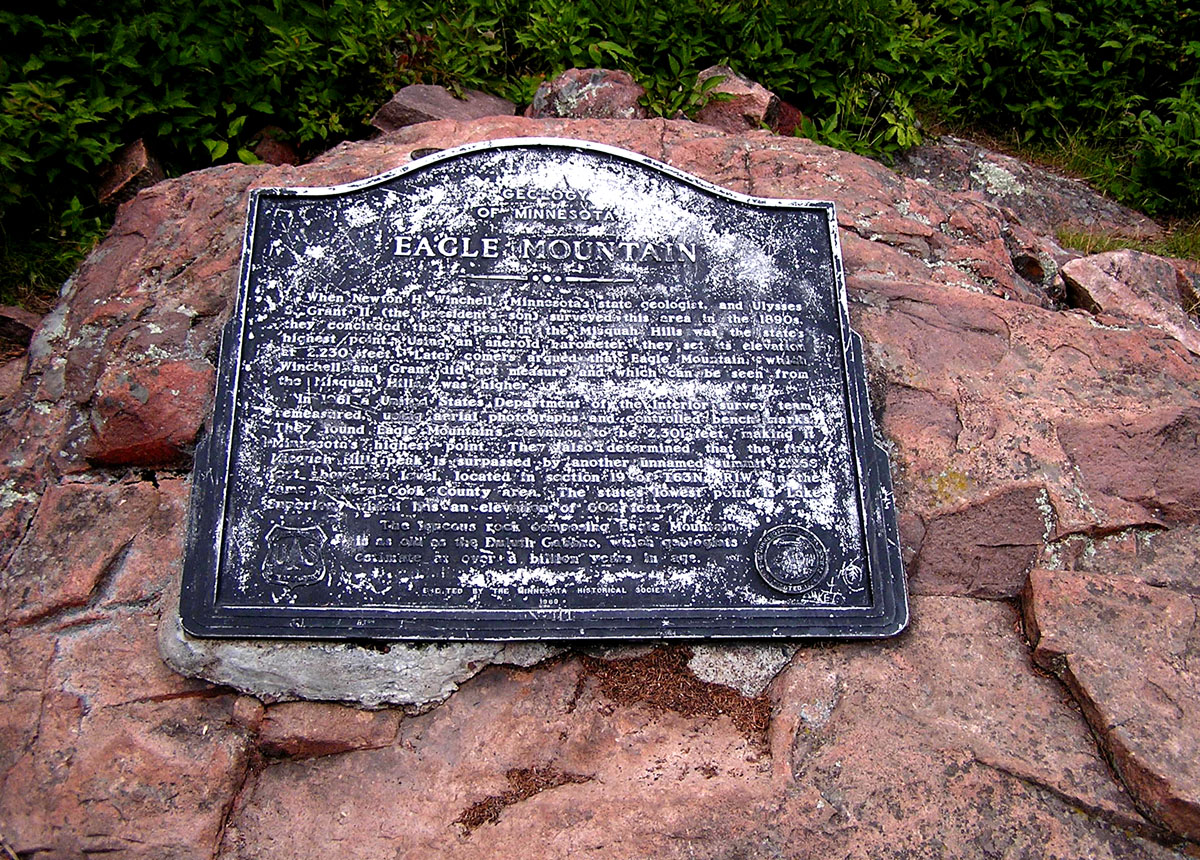
Tablica informacyjna na szczycie Eagle Mountain

Eagle Mountain – góra w Stanach Zjednoczonych o wysokości 701 m n.p.m., najwyższa w stanie Minnesota. Na jej wierzchołek prowadzi pieszy szlak turystyczny.